# Alistair Murdoch
Pour les articles homonymes, voir Murdoch.
Pas d'image ? Cliquez ici

a Compétitions nationales et continentales officielles uniquement.

b Matchs officiels uniquement.
Dernière mise à jour le 14 novembre 2021.
 Alistair Richard Murdoch, né le 9 mai 1967 à Sydney, est un joueur de rugby à XV qui a joué avec l'équipe d'Australie. Il évolue aux postes d'ailier ou de centre (1,85 m pour 92 kg).

## Carrière
Il est codétenteur du record d'essais marqués pour les Waratahs dans le Super 12 : 3 essais contre les Hurricanes en 1996. Après sa carrière en Australie, il a joué en Angleterre avec les clubs de Worcester (capitaine), Bedford, Gordon et les Exeter Chiefs. Il dispute un test match le 30 octobre 1993 contre la France. Son dernier test match est contre le pays de Galles, le 9 juin 1996.

## Statistiques en équipe nationale
- 2 test matchs avec l'équipe d'Australie